# Diplotaxis rufa
Diplotaxis rufa är en skalbaggsart som beskrevs av Linell 1895. Diplotaxis rufa ingår i släktet Diplotaxis och familjen Melolonthidae. Inga underarter finns listade i Catalogue of Life.